# ОШ „Љубомир Љуба Ненадовић” Раниловић
ОШ „Љубомир-Љуба Ненадовић” Раниловић, насељеном месту на територији општине Аранђеловац, основана је 1898. године.
Школа у Раниловићима је основана као привремена школа, пошто школа која је подигнута у Венчанима, заједничким средствима оба села, није бика погодна за ученике, због удаљености и услова наставе. Школа је била у згради коју је сеоски кмет Живко Павловић дао за ту сврху.
Исте 1898. године Министарство просвете и црквених дела донело је одлуку да се у Раниловићу сазида прописна школа која је почела са радом 1902. године. Сазидана је на месту званом Бубања. Та школа је као четвороразредна школа радила све до завршетка Другог светског рата, да би онда прерасла у осмогодишњу школу. 
Како се број ученика повећавао у школи није имало места за све ученике, један део ученика је похађао наставу у сеоском дому у центру села. Године 1960. школа се премешта у зграду задружног дома у центру села. Школа је радила све до 1969. године када се напуштена школа у Бубањи руши, а материјал од ње се користи за адаптацију задружног дома и доградњу нових учионица, па је школа добила савремен, модеран изглед са кабинетском наставом.